# Kryzys zakładników (Peru)
Kryzys zakładników – opanowanie budynku Ambasady Japonii (właśc. rezydencji ambasadora) w Peru i uwięzienie w niej grupy dyplomatów japońskich oraz peruwiańskiego ministra spraw zagranicznych przez członków Ruchu Rewolucyjnego im. Tupaca Amaru, do jakiego doszło 16 grudnia 1996. 22 kwietnia 1997 część zakładników, która nie została wcześniej zwolniona, została odbita z rąk porywaczy w czasie przeprowadzonej przez oddziały antyterrorystyczne operacji Chavin de Huantar. Wszyscy porywacze – 14 osób – zginęli w czasie tejże operacji, życie stracił również jeden z zakładników.
17 grudnia 1996, w czasie przyjęcia w Ambasadzie Japonii w Limie z okazji rocznicy urodzin cesarza Akihito, budynek placówki dyplomatycznej został opanowany przez uzbrojonych członków terrorystycznej partyzantki radykalnie lewicowej, Ruchu Rewolucyjnego im. Tupaca Amaru (MRTA). W ataku wziął udział przywódca Ruchu Nestor Cerpa Cartolini. Napastnicy po przejęciu kontroli nad obiektem wzięli jako zakładników 400 osób, z czego większość została szybko zwolniona. Nadal przetrzymywano m.in. ministra spraw zagranicznych Peru Francisco Tudelę, ambasadora Japonii Morihisę Aokiego oraz 23 inne osoby narodowości japońskiej. Byli wśród nich członkowie rodziny prezydenta Peru Alberto Fujimoriego, z czego nie zdawali sobie sprawy zamachowcy. Ich głównym celem był on sam. Członkowie MRTA zażądali zwolnienia z więzień 440 partyzantów również należących do tej organizacji.

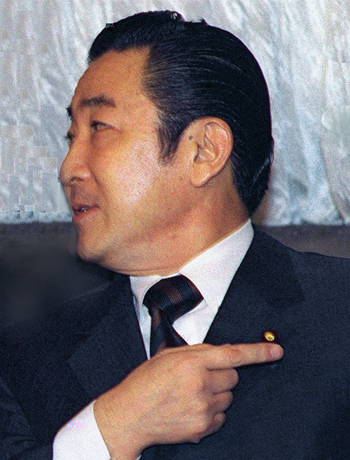
Premier Japonii, Ryūtarō Hashimoto

W czasie trwania kryzysu rząd Fujimoriego w ograniczonym stopniu kontaktował się z mediami. Ponadto przekazywane przez nie informacje były często zmanipulowane, na co zdaniem Piotra Łacińskiego, mogły mieć wpływ peruwiańskie służby specjalne. Podawano m.in. niepotwierdzone następnie doniesienia o stosowaniu tortur wobec zakładników, budując tym samym społeczne poparcie dla planowanej akcji siłowego odbicia uwięzionych. 
Władze Japonii naciskały na rząd Peru, aby dla bezpieczeństwa zakładników rozwiązał kryzys drogą pokojową. Z kolei za akcją wojskową opowiadały się siły zbrojne Peru, dla których jej sukces byłby środkiem odzyskania wiarygodności. Armia była również przeciwna wszelkim ustępstwom wobec MRTA; fujimorizm zakładał bezwzględne zwalczanie partyzantek lewicowych. 
Mimo to, na przełomie stycznia i lutego 1997, Alberto Fujimori podpisał porozumienie z japońskim premierem Ryūtarō Hashimoto, zakładające pokojowe rozwiązanie kryzysu. 11 lutego rząd Peru rozpoczął negocjacje z MRTA; mediację z porywaczami prowadzili m.in. członkowie Międzynarodowego Czerwonego Krzyża. Do przerwania rozmów doszło 6 marca, gdy terroryści zorientowali się, że pod budynkiem jest wykopywany tunel, co mogło świadczyć o planowaniu akcji zbrojnej. Rząd japoński naciskał jednak na prezydenta, by ten na nowo podjął mediację. Analogiczne rozwiązanie sugerował Kościół katolicki w Peru.
Wobec faktu, iż przedłużanie się kryzysu przekładało się na spadek poparcia dla Fujimoriego i jego rządu, najbliżsi współpracownicy prezydenta – Vladimiro Montesinos i Nicolas Hermoza – postanowili użyć siły. Po dwutygodniowych przygotowaniach do akcji zbrojnej, 22 kwietnia 1997, w czasie szturmu na ambasadę oddziałów antyterrorystycznych, zakładnicy zostali uwolnieni. Zginął jeden z nich, sędzia Sądu Najwyższego Carlos Giusti Acuna.
W toku operacji zabitych zostało wszystkich czternastu porywaczy, według oficjalnej wersji przedstawionej przez rząd – wszyscy w walce z antyterrorystami. Większość członków MRTA poniosła śmierć w momencie eksplozji ładunków wybuchowych umieszczonych w tunelu pod terenem ambasady. Pojawiły się jednak informacje, iż niektórzy z nich zostali zastrzeleni po poddaniu się. Komisja Prawdy i Pojednania, po przeprowadzeniu ekshumacji i badania zwłok oraz po wysłuchaniu zeznań świadków bez wątpliwości potwierdziła tę wersję wydarzeń w stosunku do jednego z napastników – Eduarda Nicolása Cruza Sáncheza, który został zabity po tym, gdy poddał się i złożył broń. Zdaniem Komisji nie można również wykluczyć analogicznych okoliczności śmierci dwóch kolejnych członków MRTA.
Sukces operacji w ambasadzie japońskiej przełożył się na czasowy wzrost popularności Alberto Fujimoriego i jego współpracowników.